# Fox Point (Wisconsin)
Fox Point es una villa ubicada en el condado de Milwaukee en el estado estadounidense de Wisconsin. En el Censo de 2010 tenía una población de 6.701 habitantes y una densidad poblacional de 893,09 personas por km².

## Geografía
Fox Point se encuentra ubicada en las coordenadas 43°9′30″N 87°54′5″O / 43.15833, -87.90139. Según la Oficina del Censo de los Estados Unidos, Fox Point tiene una superficie total de 7.5 km², de la cual 7.5 km² corresponden a tierra firme y (0%) 0 km² es agua.

## Demografía
Según el censo de 2010, había 6.701 personas residiendo en Fox Point. La densidad de población era de 893,09 hab./km². De los 6.701 habitantes, Fox Point estaba compuesto por el 91.49% blancos, el 2.81% eran afroamericanos, el 0.12% eran amerindios, el 3.7% eran asiáticos, el 0% eran isleños del Pacífico, el 0.43% eran de otras razas y el 1.45% pertenecían a dos o más razas. Del total de la población el 2.42% eran hispanos o latinos de cualquier raza.